# Oecanthus bilineatus
Oecanthus bilineatus är en insektsart som beskrevs av Lucien Chopard 1937. Oecanthus bilineatus ingår i släktet Oecanthus och familjen syrsor. Inga underarter finns listade i Catalogue of Life.